# سد الخرابيش (جبلة)

تعديل مصدري - تعديل

سد الخرابيش محلة تابعة لقرية الثمد، التابعة لعزلة وراف بمديرية جبلة إحدى مديريات محافظة إب في الجمهورية اليمنية، بلغ تعداد سكانها 38 حسب تعداد اليمن لعام 2004.